# Кажи Да (Живите мъртви)
„ Кажи да “ е дванадесетият епизод от седмия сезон на постапокалиптичния хорър телевизионен сериал Живите мъртви, излъчен по AMC на 5 март 2017 г. Епизодът е написан от Матю Негрете и режисиран от Грег Никотеро .
Епизодът се фокусира върху Рик ( Андрю Линкълн ) и Мишон ( Данай Гурира ), които търсят провизии. Обратно в Александрия, Тара ( Аланна Мастърсън ) трябва да вземе морално предизвикателно решение. Розита ( Крисчън Сератос ) планира да убие Нигън ( Джефри Дийн Морган ) с помощта на бивша приятелка – Саша ( Сонекуа Мартин-Грийн ).

## Сюжет
Рик ( Андрю Линкълн ) и Мишон ( Данай Гурира ) напускат Александрия, за да търсят оръжия, които да дадат на хората от Сметището, за да получат помощта им в борбата със Спасителите. След един безплоден ден те намират изоставен пътуващ карнавал зад едно училище. Територията е пълна с бродещи на много военни, все още носещи оръжията си. Те разузнават тълпата от покрива на училището, но той се срутва. Падат на матраци в празното училище и откриват провизии. Докато пируват и се подготвят да се справят с бродещите на следващия ден, Мишон насърчава Рик да поеме отговорността за новия световен ред, след като те победят Спасителите. Рик не е сигурен в това.
Сутринта двамата постепенно се справят с бродещите. Като се разделят, за да довършат останалите, Рик забелязва елен. Тъй като дължи елен на Мишон за този, който тя трябваше да даде на Спасителите по-рано, той се качва на виенското колело, за да го застреля, но колелото се срутва и той пада в тълпа от бродещи. Ужасената Мишон вижда това и, мислейки, че ходещите го атакуват, пуска катаната си. Рик се показва, бил се скрил под сандък, и заедно разчистват останалите бродещи. Рик й показва, че бродещите са нападнали елена, които той е забелязал. Те събират оръжията и се връщат в Александрия, преди да се отправят, за да се срещнат с Джейдис ( Полиана Макинтош ), лидерът на хората от Сметището. Тя казва, че Рик не е донесъл достатъчно оръжия, за да изпълни сделката си. Разочарована, групата се връща в Александрия. Тара ( Аланна Мастърсън ), която възнамерява да разкаже на другите за добре въоръжената общност на Оушънсайд, се среща с Рик, след като групата му се завръща.
Междувременно Розита ( Крисчън Сератос ) излиза сама, опитвайки се да намери още оръжия, но не успява. Тя се среща с отец Гейбриъл ( Сет Гилиъм ) и изразява желанието си да убие Ниган, дори ако тя умре при опита. Гейбриъл я предупреждава, че смъртта е лесният изход. След като Рик и другите се връщат от срещата си с хората от Сметището и знаейки, че все още трябва да продължат да търсят оръжия, Розита пътува сама до общността на Хълма, за да се срещне със Саша ( Сонекуа Мартин-Грийн ), убеждавайки я да се присъедини към опита си да убие Ниган със снайперска пушка. И двамата осъзнават, че вероятно няма да оцелеят при опита.